# Paula Szkody
Paula Szkody (* 17. Juli 1948 in Detroit, Michigan) ist eine US-amerikanische Astronomin und Professorin am Institut für Astronomie der University of Washington in Seattle. Sie wurde vor allem durch ihre Forschung über kataklysmische variable Sterne bekannt. 

## Leben und Wirken
Sie erlangte 1970 ihren Bachelor in Astrophysik an der Michigan State University, setzte ihr Studium an der University of Washington fort und promovierte 1975 in Astronomie.
Pauly Szkody hat sich auf kataklysmische variable Sterne spezialisiert. Dies sind Doppelsternsysteme, bei denen ein sehr kompakter alter Stern dem in geringer Entfernung befindlichen zweiten Stern Materie entzieht.
Im Jahr 1978 wurde ihr der Annie-Jump-Cannon-Preis für Astronomie zugesprochen für ihre Arbeiten an kataklysmischen variablen Sternen.
Im Jahr 1994 wurde sie als Fellow der American Academy of Arts and Sciences ernannt.
Laut Datenbank Scopus hat Szkody (Stand März 2021) einen h-Index von 45.

## Preise und Auszeichnungen
- 1978: Annie-Jump-Cannon-Preis für Astronomie der American Astronomical Society
- 1994: Fellow der American Academy of Arts and Sciences
- 2002: Ein im Rahmen der Sloan Digital Sky Survey entdeckter Asteroid (170011) Szkody wurde ihr zu Ehren benannt.